# 직렬 회선 인터넷 프로토콜
직렬 회선 인터넷 프로토콜 또는 시리얼 라인 인터넷 프로토콜(영어: Serial Line Internet Protocol, SLIP)은 대부분의 컴퓨터에 내장된 직렬 포트에서 인터넷 등의 TCP/IP 네트워크에 전화선 등 직렬 통신 회선의 저속 회선을 통해 일시적으로 접속하기 위한 프로토콜이다. SLIP는 대부분 점대점 프로토콜(PPP)로 대체되었다.

## 개요
| 16진 값 | 10진 값 | 8진 값 | 축약형  | 설명                    |
| ------- | ------- | ------ | ------- | ----------------------- |
| 0xC0    | 192     | 300    | END     | Frame End               |
| 0xDB    | 219     | 333    | ESC     | Frame Escape            |
| 0xDC    | 220     | 334    | ESC_END | Transposed Frame End    |
| 0xDD    | 221     | 335    | ESC_ESC | Transposed Frame Escape |